# Full Circle (álbum de Creed)
Full Circle es el cuarto álbum de estudio de la banda de post grunge estadounidense Creed. El nombre del álbum deriva de que todos los miembros de la banda parecen haber completado "un círculo completo" - "Full Circle". Este álbum marca el regreso de la banda luego de su separación en el 2004, donde todos los miembros, excepto Scott Stapp, fundaron la banda Alter Bridge.

## Lista de canciones[6]
1. "Overcome" – 3:47
2. "Bread of Shame" – 3:56
3. "A Thousand Faces" – 4:54
4. "Suddenly" – 3:31
5. "Rain"  - 3:27
6. "Away In Silence" - 4:40
7. "Fear" - 4:05
8. "On My Sleeve" - 4:14
9. "Full Circle" – 4:08
10. "Time" – 5:55
11. "Good Fight" – 3:55
12. "The Song You Sing" – 4:08

### Sencillos
| Año  | Sencillo   |
| ---- | ---------- |
| 2009 | "Overcome" |

| 2009 | "Rain" |

## Créditos

### Personal
- Scott Stapp - Voz
- Mark Tremonti - Guitarra, segunda voz
- Scott Phillips - Batería
- Brian Marshall - Bajo

### Otros
- Howard Benson - Productor
- Chris Lord-Alge - Ingeniero